# Trajano (mestre da infantaria)
Trajano (em latim: Traianus; Adrianópolis, m. 9 de agosto de 378) foi um general romano do século IV, ativo durante o reinado do imperador Valente (r. 364–378), com quem morreu na Batalha de Adrianópolis.

## Biografia

### Egito e Oriente
Trajano aparece pela primeira vez em 367-368, quando ocupou o cargo militar de duque do Egito (em latim: dux Aegypti). Nesta posição, ajudou o prefeito augustal Eutôlmio Taciano (367–370) a proteger o nome bispo ariano Lúcio de Alexandria entre 6-24 de setembro de 367 e obteve uma ordem imperial para reconstruir o Cesareu, projeto que iniciou em 1 de maio de 368. Entre 371-374, ocupou a posição de conde dos assuntos militares (em latim: comes rei militaris) no Oriente. No final do inverno de 371, ele e o ex-rei dos alamanos Vadomário avançaram à fronteira oriental no comando de forças muito poderosas, selecionadas sob ordens do imperador, para observar os persas, porém sem atacá-los. Quando se aproximaram de Vagabanta (Bagauna), na Armênia, trombaram com a cavalaria persa que logo partiu para o ataque: de início a infantaria romana tentou evitar o contato, mas depois decidiu atacar e derrotou o inimigo.
Os encontros seguintes tiveram resultados alternados e pelo final do verão os generais assinaram uma trégua e retiraram-se. Em 373, Trajano recebeu a epístola 148-149 de Basílio de Cesareia e segundo Teodoreto apoiou o ermitão católico Zeugmato contra seus adversários arianos. É possível que seja o general mencionado por Temístio salvando a Armênia no mesmo ano. Em 374, enquanto comandava tropas na Armênia, recebeu ordens de Valente para matar o rei Papa (r. 370–374). Ele obteve a confiança de Papa e convidou-o para um jantar: durante o banquete, Trajano saiu da sala e um assassino matou Papa.

### Trácia
Trajano reaparece nas fontes em 377, quando era mestre da infantaria (em latim: magister peditum) e foi enviado à Trácia junto com o general Profuturo para combater godos rebeldes. Foram enviados com as legiões da Armênia para conter os salteadores enquanto exército principal, liderado por Valente em pessoa, estava sendo mobilizado de sua base em Antioquia, na Síria. Trajano e Profuturo marcharam contra os godos nos passos montanhosos da cordilheira dos Bálcãs de modo a atacá-los furtivamente e em guerra de guerrilha. Conseguiram algum sucesso inicial, afastando-os da rica província de Hemimonto e obrigando-os a ficar nas regiões esparsamente povoadas e pouco abundantes ao norte da cordilheira e na planície do rio Danúbio, onde os suprimentos existentes já haviam sido consumidos. Apesar disso, as tropas romanas eram inferiores em número e tiveram que retroceder.
Trajano e Profuturo se reuniram com Ricomero e Frigérido, os oficiais enviados pelo coimperador ocidental Graciano (r. 367–383) para auxiliar na guerra. Eles provavelmente se encontraram em Marcianópolis (Marcelino menciona a cidade de Salgueiros),[a] onde em comum acordo concederam o comando das forças conjuntas a Ricomero. Próximo da cidade de Salgueiros, uma sangrenta luta foi travada. A batalha concluiu-se com pesadas baixas para ambos os lados. Ciente desse episódio desastroso, Valente enviou o mestre da cavalaria (em latim: magister equitum) Saturnino para auxiliar Trajano e Profuturo. Quando voltou para Constantinopla, Valente acusou Trajano de covardia, mas, graças ao apoio dos mestres dos soldados (em latim: magistri militum) Arinteu e Vitor, Trajano pode colocar a culpa dos revezes militares na perseguição de Valente aos nicenos.
Em 378, Trajano foi substituído como mestre da infantaria por Sebastiano, mas pouco tempo depois ele foi reconvocado. Trajano participou na expedição organizada por Valente contra os godos. Essa expedição culminou na desastrosa Batalha de Adrianópolis de 9 de agosto na qual o imperador e vários e oficiais e generais, inclusive Trajano, foram mortos e ⅔ do exército romano reunido foi destruído.

## Avaliação
Amiano Marcelino considerava Trajano um general com altas aspirações, mas impróprio para a guerra. Teodoreto rememorou que ele tornou-se um católico zeloso em seus últimos anos e segundo Paládio da Galácia ele deixou uma filha chamada Cândida que era famosa por sua piedade.